# Vladimir Sokoloff
Vladimir Sokoloff (in russo Владимир Александрович Соколов?, Vladimir Aleksandrovič Sokolov) (Mosca, 26 dicembre 1889 – West Hollywood, 15 febbraio 1962) è stato un attore russo naturalizzato statunitense.

## Biografia
Vladimir Sokoloff nacque a Mosca in una famiglia ebraica ashkenazita, e compì gli studi di filosofia e letteratura nella stessa città natale, unitamente a quelli di recitazione con Stanislavskij. Fece il suo apprendistato presso il Teatro d'Arte di Mosca in qualità di attore e di assistente alla regia, quindi si spostò in Germania nel 1923 per continuare l'attività artistica, debuttando nel cinema due anni dopo. All'avvento del nazismo emigrò in Francia, dove recitò nella versione cinematografica di Don Chisciotte (1933) diretta da Georg Wilhelm Pabst, e interpretò il capo della polizia in Mayerling (1936). Nel 1937 si trasferì negli Stati Uniti con la compagnia di Max Reinhardt, inaugurando una prolifica carriera da caratterista a Hollywood, ad iniziare dal ruolo del pittore Paul Cézanne nel film Emilio Zola (1937).
Con i suoi tratti somatici espressivi e vagamente esotici, Vladimir Sokoloff è conosciuto dai cinefili per la grande versatilità nell'interpretare personaggi delle più differenti etnie e provenienze geografiche. Durante una carriera artistica durata cinquant'anni, ha prestato il volto ad almeno 35 ruoli di diverse nazionalità, dal citato pittore francese Cezanne in Emilio Zola, all'arabo Hyder Khan nella commedia Avventura al Marocco (1942), al prete greco in La dama e l'avventuriero (1943), al maestro di scuola filippino Buenaventura J. Bello in Gli eroi del Pacifico (1945), all'italiano Polda nel thriller Maschere e pugnali (1946) di Fritz Lang, al poliziotto cinese Lum Chi Chow in Oppio (1948). Ottenne il suo maggiore successo degli anni quaranta grazie al ruolo del guerrigliero spagnolo Anselmo in Per chi suona la campana (1943), tratto dall'omonimo romanzo di Ernest Hemingway.
Durante gli anni cinquanta, Sokoloff rallentò la propria attività cinematografica, ma si distinse ancora in alcune ottime interpretazioni, come quella del cinese Kwan Sum Tang in L'avventuriero di Macao (1952) e soprattutto quella del saggio e bonario anziano che veglia sull'esistenza dei compaesani ne I magnifici sette (1960) di John Sturges. All'inizio degli anni sessanta l'attore si dedicò quasi completamente alla televisione, partecipando a diverse serie di successo come Carovane verso il West (1961), Gli intoccabili (1960-1961) e tre episodi di Ai confini della realtà (1961-1962), concludendo la carriera cinematografica con due ulteriori prove da caratterista nei film d'avventura Fuga da Zahrain (1962) e Taras il magnifico (1962), entrambi interpretati da Yul Brynner.

## Filmografia

### Cinema
- Die Abenteuer eines Zehnmarkscheines, regia di Berthold Viertel (1926)
- Der Sohn der Hagar, regia di Fritz Wendhausen (1927)
- Il giglio nelle tenebre (Die Liebe der Jeanne Ney), regia di Georg Wilhelm Pabst (1927)
- Die weiße Sonate, regia di Louis Seeman (1928)
- Il cerchio dei pugnali (Sensation im Wintergarten), regia di Joe May e Gennaro Righelli (1929)
- La nave degli uomini perduti (Das Schiff der verlorenen Menschen), regia di Maurice Tourneur (1929)
- La danzatrice di corda (Katharina Knie), regia di Karl Grune (1929)
- Westfront (Westfront 1918), regia di Georg Wilhelm Pabst (1930)
- Moral um Mitternacht, regia di Marc Sorkin (1930)
- Abschied, regia di Robert Siodmak (1930)
- L'ala della fortuna (Liebling der Götter), regia di Hanns Schwarz (1930)
- Alle soglie dell'impero (Das Flötenkonzert von Sans-souci), regia di Gustav Ucicky (1930)
- Kismet, regia di William Dieterle (1931)
- L'opera da tre soldi (Die 3groschenoper), regia di Georg Wilhelm Pabst (1931)
- Die heilige Flamme, regia di William Dieterle e Berthold Viertel (1931)
- L'opéra de quat'sous, regia di Georg Wilhelm Pabst (1931)
- Niemandsland, regia di Victor Trivas (1931)
- L'Atlantide (Die Herrin von Atlantis), regia di Georg Wilhelm Pabst (1932)
- Teilnehmer antwortet nicht, regia di Rudolf Katscher e Marc Sorkin (1932)
- Strafsache von Geldern, regia di Willi Wolff (1932)
- L'uomo nero (Gehetzte Menschen), regia di Friedrich Fehér (1932)
- Don Chisciotte (Don Quixote), regia di Georg Wilhelm Pabst (1933)
- Dans les rues, regia di Victor Trivas (1933)
- Dall'alto in basso (Du haut en bas), regia di Georg Wilhelm Pabst (1933)
- Le secret des Woronzeff, regia di André Beucler e Arthur Robison (1934)
- Il lago delle vergini (Lac aux dames), regia di Marc Allégret (1934)
- Il principe Voronzeff (Fürst Woronzeff), regia di Arthur Robison (1934)
- Mayerling, regia di Anatole Litvak (1936)
- Sous les yeux d'occident, regia di Marc Allégret (1936)
- La vita è nostra (La vie est à nous), regia di Jacques Becker e Jacques B. Brunius (1936)
- Mister Flow, regia di Robert Siodmak (1936)
- Verso la vita (Les bas-fonds), regia di Jean Renoir (1936)
- Emilio Zola (The Life of Emile Zola), regia di William Dieterle (1937)
- L'isola dei dimenticati (Alcatraz Island), regia di William C. McGann (1937)
- Maria Walewska (Conquest), regia di Clarence Brown (1937)
- West of Shanghai, regia di John Farrow (1937)
- Expensive Husbands, regia di Bobby Connolly (1937)
- La via del possesso (Beg, Borrow or Steal), regia di Wilhelm Thiele (1937)
- Tovarich, regia di Anatole Litvak (1937) (scene cancellate)
- Dopo Arsenio Lupin (Arsène Lupin Returns), regia di George Fitzmaurice (1938)
- Marco il ribelle (Blockade), regia di William Dieterle (1938)
- Il sapore del delitto (The Amazing Dr. Clitterhouse), regia di Anatole Litvak (1938)
- Il falco del nord (Spawn of the North), regia di Henry Hathaway (1938)
- Ride a Crooked Mile, regia di Alfred E. Green (1938)
- Il conquistatore del Messico (Juarez), regia di William Dieterle (1939)
- Sons of Liberty, regia di Michael Curtiz (1939) (non accreditato)
- La gloriosa avventura (The Real Glory), regia di Henry Hathaway (1939)
- Corrispondente X (Comrade X), regia di King Vidor (1940)
- Innamorato pazzo (Love Crazy), regia di Jack Conway (1941)
- La banda Pelletier (Crossroads), regia di Jack Conway (1942) – non accreditato
- Avventura al Marocco (Road to Morocco), regia di David Butler (1942)
- Mission to Moscow, regia di Michael Curtiz (1943)
- La dama e l'avventuriero (Mr. Lucky), regia di H.C. Potter (1943) – non accreditato
- Per chi suona la campana (For Whom the Bell Tolls), regia di Sam Wood (1943)
- Song of Russia, regia di Gregory Ratoff (1944)
- Il giuramento dei forzati (Passage to Marseille), regia di Michael Curtiz (1944)
- L'estrema rinuncia (Till We Meet Again), regia di Frank Borzage (1944)
- I cospiratori (The Conspirators), regia di Jean Negulesco (1944)
- Scandalo a corte (Royal Scandal), regia di Otto Preminger (1945)
- Gli eroi del Pacifico (Back to Bataan), regia di Edward Dmytryk (1945)
- The Blonde from Brooklyn, regia di Del Lord (1945)
- A Parigi nell'ombra (Paris Underground), regia di Gregory Ratoff (1945)
- La strada scarlatta (Scarlet Street), regia di Fritz Lang (1945)
- La taverna dei quattro venti (Two Smart People), regia di Jules Dassin (1946)
- Uno scandalo a Parigi (A Scandal in Paris), regia di Douglas Sirk (1946)
- Maschere e pugnali (Cloak and Dagger), regia di Fritz Lang (1946)
- Oppio (To the Ends of the Heart), regia di Robert Stevenson (1948)
- Il barone dell'Arizona (The Baron of Arizona), regia di Samuel Fuller (1950)
- L'avventuriero di Macao (Macao), regia di Josef von Sternberg (1952)
- Quando la città dorme (While the City Sleeps), regia di Fritz Lang (1956)
- Istanbul, regia di Joseph Pevney (1957)
- I Was a Teenage Werewolf, regia di Gene Fowler Jr. (1957)
- Il colosso di Bagdad (Sabu and the Magic Ring), regia di George Blair (1957)
- Il capitano dei mari del sud (Twilight for the Gods) regia di Joseph Pevney (1958)
- Il mostro dell'inferno verde (Monster from the Green Hell), regia di Kenneth G. Crane (1958)
- Spionaggio al vertice (Man on a String), regia di André De Toth (1960)
- Beyond the Time Barrier, regia di Edgar G. Ulmer (1960)
- I magnifici sette (The Magnificent Seven), regia di John Sturges (1960)
- Cimarron, regia di Anthony Mann (1960)
- Mr. Sardonicus, regia di William Castle (1961)
- Fuga da Zahrain (Escape from Zahrain), regia di Ronald Neame (1962) – non accreditato
- Taras il magnifico (Taras Bulba), regia di J. Lee Thompson (1962)

### Televisione
- Crusader – serie TV, episodio 1x05 (1955)
- The Millionaire – serie TV, 1 episodio (1956)
- Wire Service – serie TV, episodi 1x23-1x24 (1957)
- Cavalcade of America – serie TV, 1 episodio (1957)
- Suspicion – serie TV, 1 episodio (1957)
- Have Gun - Will Travel – serie TV, episodio 1x16 (1957)
- Alfred Hitchcock presenta (Alfred Hitchcock Presents) – serie TV, 1 episodio (1958)
- Papà ha ragione (Father Knows Best) – serie TV, 1 episodio (1958)
- Playhouse 90 – serie TV, 3 episodi (1957-1959)
- Peter Gunn – serie TV, episodio 2x03 (1959)
- Johnny Staccato – serie TV, episodio 1x05 (1959)
- Sunday Showcase – serie TV, 1 episodio (1959)
- Five Fingers – serie TV, 1 episodio (1960)
- Tightrope – serie TV, episodio 1x19 (1960)
- The Alaskans – serie TV, episodio 1x21 (1960)
- I racconti del West (Zane Grey Theater) – serie TV, 1 episodio (1960)
- Lawman – serie TV, 1 episodio (1960)
- Hennessey – serie TV, 1 episodio (1961)
- Maverick – serie TV, episodio 4x28 (1961)
- The Donna Reed Show – serie TV, 1 episodio (1961)
- Avventure in paradiso (Adventures in Paradise) – serie TV, episodio 2x28 (1961)
- Harrigan and Son – serie TV, 1 episodio (1961)
- Carovane verso il West (Wagon Train) – serie TV, 1 episodio (1961)
- The Rifleman – serie TV, 1 episodio (1961)
- Gli intoccabili (The Untouchables) – serie TV, 2 episodi (1960-1961)
- Whispering Smith – serie TV, episodio 1x25 (1961)
- Scacco matto (Checkmate) – serie TV, episodio 2x06 (1961)
- The Dick Powell Show – serie TV, episodio 1x15 (1962)
- Hawaiian Eye – serie TV, episodio 3x15 (1962)
- Thriller – serie TV, episodi 1x33-2x23 (1961-1962)
- Ai confini della realtà (The Twilight Zone) – serie TV, 3 episodi (1961-1962)

## Doppiatori italiani
Nelle versioni in italiano dei suoi film, Vladimir Sokoloff è stato doppiato da: 
- Lauro Gazzolo in Maria Walewska, La dama e l'avventuriero, Gli eroi del Pacifico
- Olinto Cristina in Corrispondente X, Avventura al Marocco
- Amilcare Pettinelli in Per chi suona la campana
- Mario Almirante in I cospiratori
- Carlo Romano in Maschere e pugnali
- Manlio Busoni in Il capitano dei mari del sud
- Mario Corte in L'avventuriero di Macao
- Giorgio Capecchi in I magnifici sette